# Bixbyite
Ne doit pas être confondu avec Bixbite.
La bixbyite est une espèce minérale composée d'oxyde de fer et de manganèse de formule (FeIII,MnIII)2O3 avec des traces de titane. Cette espèce peut donner des cristaux jusqu'à 6 cm.
Attention de ne pas confondre cette espèce agréée par l'IMA avec la bixbite, variété contestée de béryl rouge, qui a la même étymologie.

## Historique de la description et appellations

### Inventeur et étymologie
Décrite par les minéralogistes américains Penfield et Foote en 1897, et dédiée au vendeur de minéraux américain Maynard Bixby, auteur d'un catalogue des minéraux de l'Utah, qui a fourni les échantillons.

### Topotype
- Maynard's Claim (Pismire Knolls), à 35 miles au sud-ouest de Simpson, Thomas Range, comté de Juab, Utah, États-Unis.
- Les échantillons de références sont déposés à l'université Yale, New Haven (Connecticut), États-Unis N° 1.6369.

### Synonymes
- Manganbixbyite
- Sitaparite : décrite par Fremor en 1909 à partir d'échantillons de Sitapar provinces centrales de l'Inde[4].

## Cristallographie
- Paramètres de la maille conventionnelle : a = 9,365 Å, Z = 16 ; V = 821,34 Å3
- Densité calculée= 5,12 g/cm3

## Gîtes et gisements

### Gîtologie et minéraux associés
On trouve la bixbyite dans les roches métamorphiques, pneumatolytiques, ou les veines hydrothermales.
Elle est associée aux minéraux suivants :
- dans la rhyolite avec béryl, hématite, grenat, pseudobrookite, quartz, sanidine, spessartine, topaze ;
- dans les filons de manganèse avec braunite.

### Gisements producteurs de specimens remarquables
- Allemagne

Grube Ferdinand, Unterkirnach, Villingen, Schwarzwald, Bade-Wurtemberg
- Autriche

Goldzechkopf, Gebiet Alteck - Hoher Sonnblick, Hüttwinkltal, Rauriser Tal, Hohe Tauern, Salzbourg
- États-Unis

Thomas Range, comté de Juab dans l’Utah
- France

Faucogney-Saphoz, Haute-Saône, Franche-Comté
- Italie

Riccò del Golfo (Seramaì), Casella-Quaratica, La Spezia, Ligurie

## Galerie

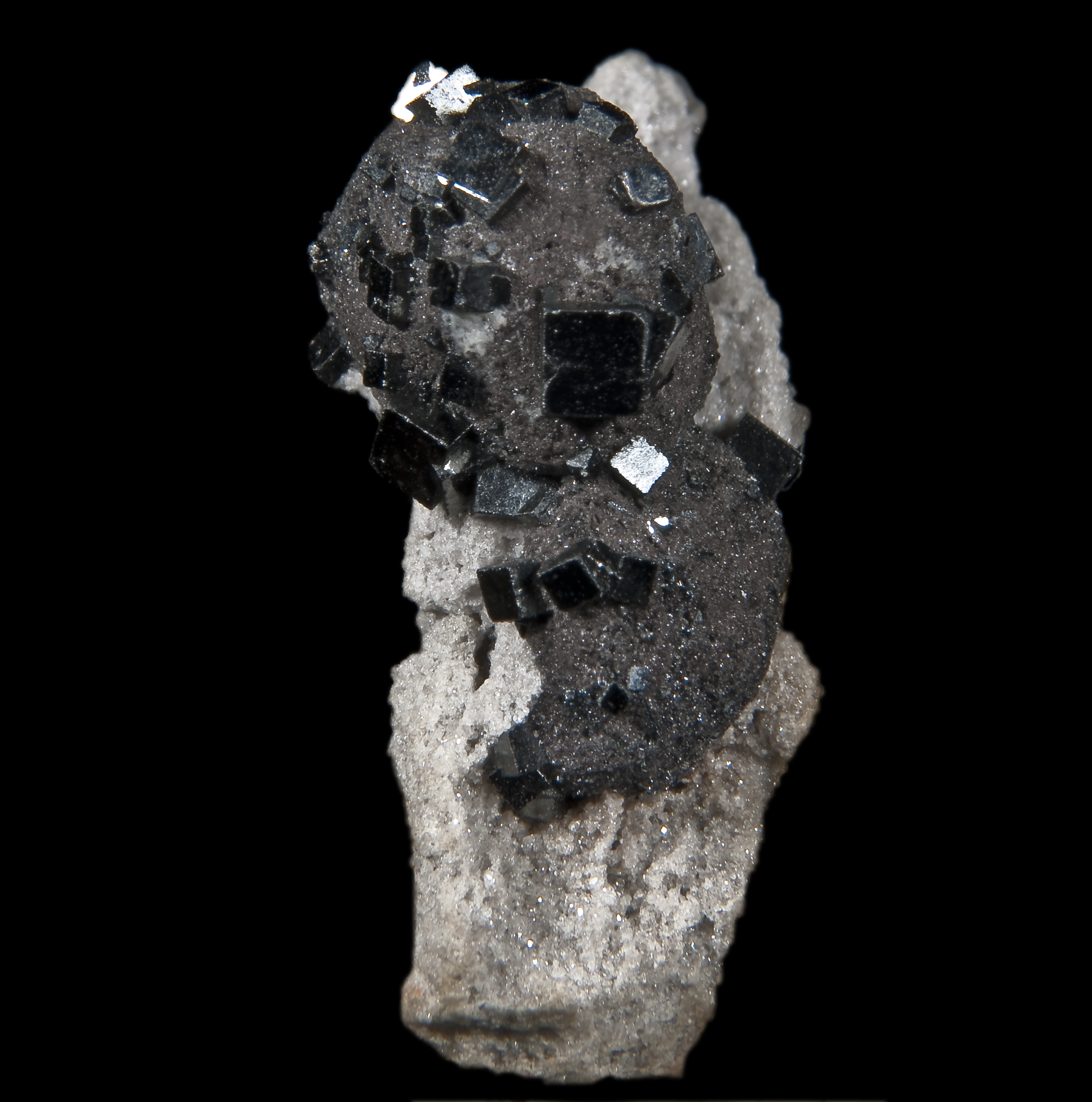
Bixbyite sur pseudomorphose de grenat en hématite